# Rainieria uniformis
Rainieria uniformis är en tvåvingeart som beskrevs av Willi Hennig 1935. Rainieria uniformis ingår i släktet Rainieria och familjen skridflugor. Inga underarter finns listade i Catalogue of Life.